# Magdel
Die Magdel ist ein etwa 14 Kilometer langer, rechter Nebenfluss der Ilm im Landkreis Weimarer Land in Mittelthüringen.

## Verlauf
Sie entspringt am 465 Meter hohen Wachenberg auf der Ilm-Saale-Platte östlich von Blankenhain. Anschließend verläuft sie in nördlicher Richtung durch Loßnitz, Söllnitz, Tromlitz und Niedersynderstedt nach Göttern. Dort ändert sie ihre Fließrichtung auf Nordwest und führt durch die Stadt Magdala. Unterhalb von Magdala liegen zahlreiche Mühlen im Magdeltal, bevor sie in Mellingen von rechts in die Ilm einmündet.

## Weiteres
Durch das Magdeltal führen die Bundesautobahn 4 zwischen den Anschlussstellen Magdala und Apolda sowie die Landesstraße Mellingen – Magdala – Blankenhain.

## Name
Es gibt keine älteren urkundlichen Erwähnungen des Baches, alle behandeln den Ort Magdala. Der ursprüngliche Name war wohl Madel. Denkbar wäre eine volksetymologische Herleitung von Magd. Der ursprüngliche Name leitet sich wohl vom althochdeutschen Madal (Versammlungsort), dem gotischen maþel (Marktplatz), angelsächsischen mädhel (Versammlungsplatz) bzw. dem mittelhochdeutschen mahel (Volksgerichtsstätte) her. Beim Ort ist auch eine Ableitung vom althochdeutschen mad, math (Matte, Grasland) denkbar. Für die Mitte des 19. Jahrhunderts ist allerdings als Grundwort aha (eine Variante des -au) belegt. Der Name wäre daher Gerichtswasser oder auch Wiesenwasser. Da eine entsprechende Benennung des Ortes unwahrscheinlich erscheint, dürfte der Bach namensgebend für den Ort sein.